# BCM Timișoara (Elba)
BCM Timișoara este un club de baschet din Timișoara, România.

## Alte denumiri
- 1950 - 1965 Știința Timișoara
- 1965 - 1987 Universitatea Timișoara
- 1987 - 1995 ELBA Politehnica Timișoara
- 1995 - 1996 Universitatea ELBA Timișoara
- 2002 - 2005 Clubul Sportiv ELBA Timișoara